# ریچارد دگنر
ریچارد دگنر (انگلیسی: Richard Degener; ۱۴ مارس ۱۹۱۲ – ۲۴ اوت ۱۹۹۵) شیرجه‌رو اهل ایالات متحده آمریکا بود.
وی در مسابقات کشوری و بین‌المللی در مجموع برندهٔ ۱ مدال طلا، ۱ مدال برنز شده‌است.